# 盘索里
盘索里（판소리，Pansori）是一种朝鲜传统曲艺形式，发源于朝鲜王朝时期的全羅道，流行于朝鮮半島及中国东北朝鲜族聚居地区。“盘索里”一词由“盘”和“索里”合并而成。“盘”意为场所、舞台、空间，“索里”指“唱”或“歌”:1457:269。韩国的国剧唱剧是以盘索里为基础结合西洋舞台剧而形成的:130。
盘索里是一种综合性的曲艺形式，表演时一人坐以击鼓，一人立以说唱。盘索里以唱为主，说为辅，说唱结合。歌者演唱时一人多角，甚至要模仿天地间的各种声音:269。盘索里分为东便制、西便制和中高制三个流派:298，现今仍在流传使用的调式有羽调、平调、界面调三种。盘索里原有十二部曲目，但只有《春香歌》、《沈清歌》、《兴夫歌》、《水宫歌》、《赤壁歌》五部，流传至今:170:1458:268。
1964年，盘索里被指定为韩国重要無形文化財，2003年被联合国教科文组织指定为人类非物质文化遗产代表名录。2011年，吉林省延边朝鲜族自治州将盘索里申报为中国国家级非物质文化遗产。由于金正日认为“盘索里的表演不分男女声部，声音嘶哑，不适合我们时代人民的思想感情和欣赏口味”（《金正日选集》第2卷，第59页），盘索里在朝鲜民主主义人民共和国并没有进行保护与研究方面的工作。:171

## 历史

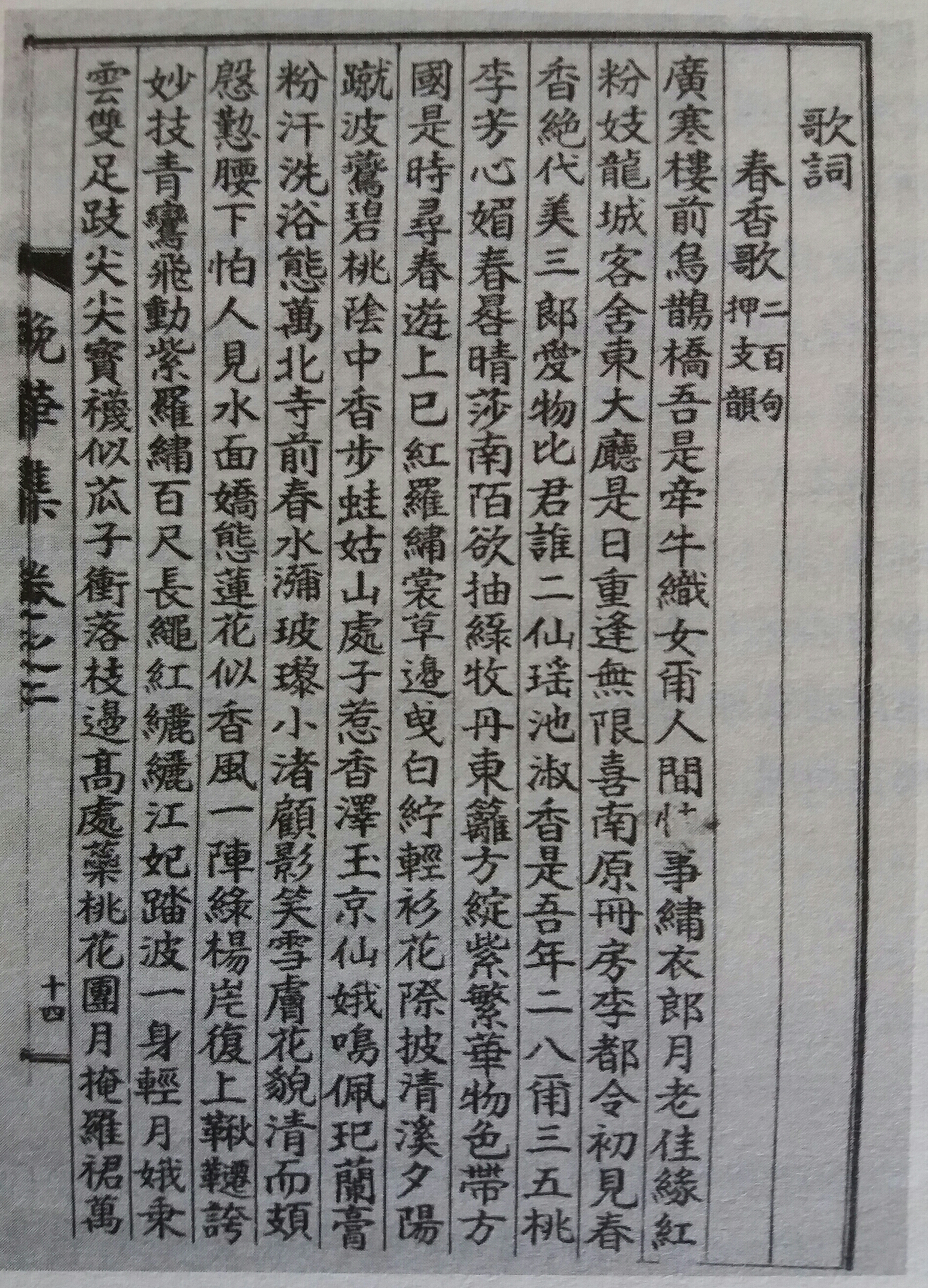
晚华本《春香歌》

有关盘索里的起源以及出现的确切年代目前并无定论。现存最早有关盘索里的文献是《歌词春香歌二百句》。这是1754年晚华柳振汉（1711-1791）在全罗道欣赏盘索里后，用二百句七言汉诗编写的《春香歌》唱词:4:291。1810年，宋晚载在其《观优戏》一文中记载了名唱牟兴甲和权三得的故事。有关盘索里的公文《甲申完文》（1824年）也记录一些早期盘索里名唱的事迹。从这些现存最早的盘索里文献可以推断，盘索里至少在17世纪末之前就已经出现:3-4。
早期的盘索里较为简单，是演唱者自编自演的唱段。进入18世纪后，随着盘索里演唱者数目的增多，盘索里的故事内容变得更加丰富曲折:4:289。18世纪中叶，盘索里在朝鲜半岛南部已经广为流传，并在朝鲜宫廷演出:290。18世纪末期，盘索里已经发展成为整个朝鲜半岛富有独特民族风味的说唱艺术。
19世纪上半叶，盘索里开始进入了名唱时代，出现了权三得、宋兴禄、廉季达、牟兴甲、申万叶等“前期八名唱”，19世纪上半叶又出现了朴裕全、金世宗、李捺致等“后期八名唱”。19世纪末和20世纪初，盘索里进入以宋晚载、李东伯、刘性俊等人为代表的“五名唱时代”。:5

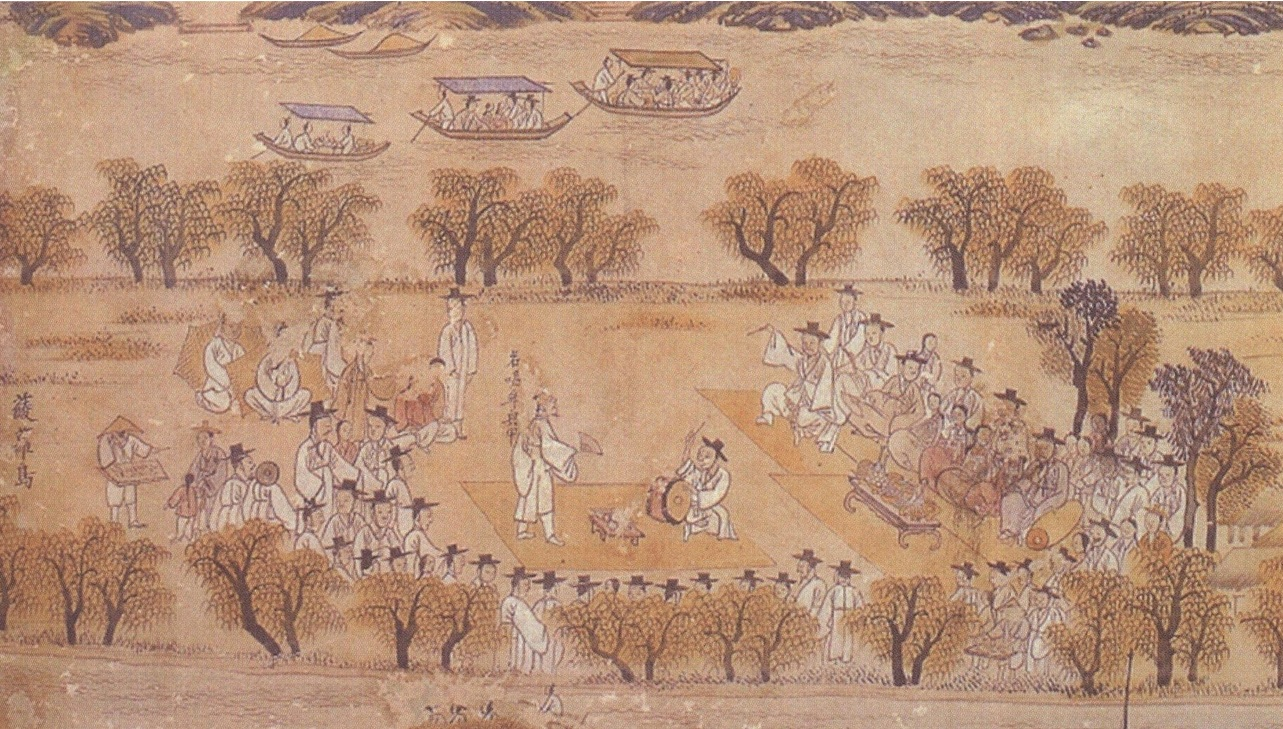
朝鲜19世纪有关盘索里表演的绘画

朝鲜日占期间，作为盘索里后盾的两班阶层瓦解，加之日本通俗艺术的入侵，盘索里开始逐渐失去其社会基础，走向衰落:295。1964年，盘索里被指定为韩国重要無形文化財，2003年被联合国教科文组织指定为人类非物质文化遗产代表名录
20世纪初，受西洋舞台剧影响，以盘索里为基础的唱剧开始出现。1930年，郑贞烈的《春香传》公演后产生强烈反响，使唱剧迅速流传开来。1961年，韩国成立了国立唱剧团:5。

## 流派
盘索里艺术在其发展的过程中形成了不同区域的不同流派和风格。其主要流派有东便制、西便制和中高制。:298
东便制是传承全罗道东北南原、云峰、兴德等山岳地区盘索里的流派。东便制唱腔阳刚雄健，声腔与节拍紧紧相扣。东便制声腔大多带有羽调，并多号令调，每次起腔字字稳重，收腔则采取“断声”法明朗而利落，风格朴素，不用花腔。东便制的中兴之祖是宋兴禄，分为宋兴禄制和其两个别支金世宗制与郑春风制。:299-301
西便制是传承全罗道西南部的光州、罗州、宝城等原野地区盘索里的流派。西便制唱腔柔美，大多采用“界面调”，“多用花腔，及其讲究歌唱技巧”，起腔轻轻发声，收腔则使用悠扬拉长的余音，节拍追求多变的装饰性格调，能淋漓尽致地表现哀怨之情。西便制以朴裕全唱腔为标准传承，深受兴宣大院君的喜爱。朴裕全在汉阳期间，还以西便制为基础新创了风格截然不同的“江山制”流派。:299-301
中高制是传承忠清道与京畿道地区盘索里的流派。中高制界于东便制和西便制之间，较接近于东便制。中高制以较低的嗓音平稳起腔，中间逐渐提高嗓音，唱到顶点时急降嗓音，对演唱者的演唱技巧和音量有很高的要求。中高制声音高低分明，唱词字字清晰，曲调朴素，采用朗诵似的唱法。中高制以廉季达、金成玉两人的唱腔为标准传承。代表人物有牟兴甲和方万春。中高制在日占后期失传。:299-302

## 表演形式

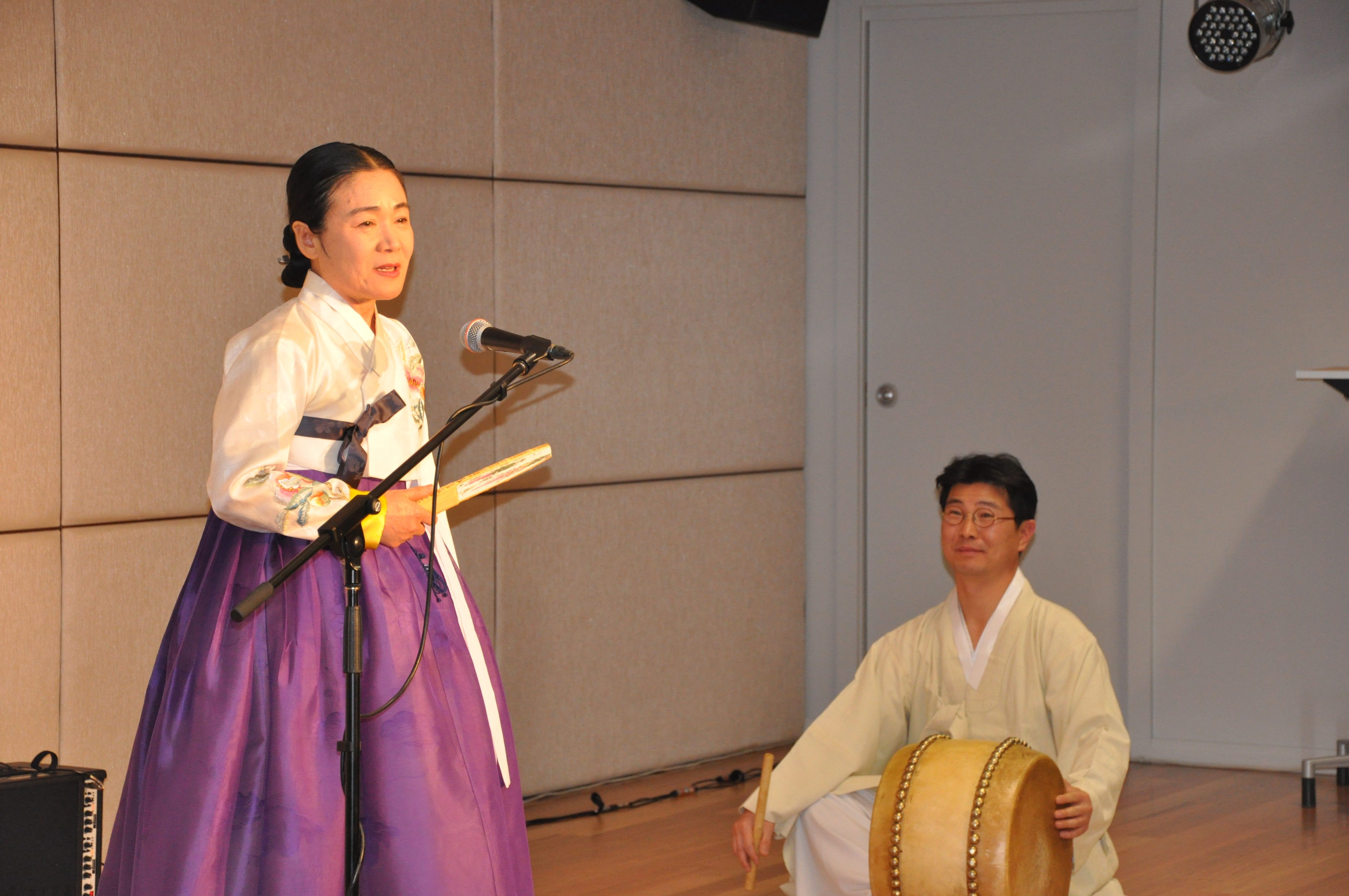
悉尼韩国文化中心开幕式上的盘索里表演

盘索里是一种综合性的曲艺形式。盘索里表演时一人坐以击鼓，一人立以说唱。盘索里以唱为主，说为辅，说唱结合。歌者演唱时一人多角，甚至要模仿天地间的各种声音。歌者演出时右手持扇子亮相。作为道具，扇子根据不同的剧情可以是武士的刀剑，也可以是文人的书笔，也可以是船工的桨橹。鼓者会根据歌者的说唱速度改变鼓点和音色。鼓者和观众还担任圆场的角色，按时配以“呦嗨”、“好哇”等捧场词。:269

### 调式
盘索里有稳定的基本调式。现今仍在流传使用的有羽调、平调、界面调三种调式。京调、设冷节、石花节、秋千目等调式都已失传。
羽调的构成与旋律接近正乐，以do音为基础基音，纯正柔和，浩荡雄健。平调是以sol音为基音，近似羽调，和畅、淡白。界面调来自全罗道乡土民谣，以la音为基音，凄婉悲伤，有变化音阶（下界面调）。来自京畿道民谣的京调多用于表现轻快、欢快的情节。

## 曲目
盘索里原有《春香歌》、《沈清歌》、《兴夫歌》、《水宫歌》、《赤壁歌》（《华容道》）、《雄雉打令》、《横负歌》（《卞钢铁打令》）、《武淑曰字打令》、《裴裨将打令》、《江陵梅花打令》、《假神仙打令》、《雍固执打令》十二部曲目。盘索里集大成者申在孝将这十二部中的六部（《春香歌》、《沈清歌》、《兴夫歌》、《水宫歌》、《赤壁歌》、《横负歌》）精华之作进行了整理，创作了脚本。朝鲜日占时期，名唱李善有最终演绎出了其中的《春香歌》、《沈清歌》、《兴夫歌》、《水宫歌》、《赤壁歌》五部，流传至今。:170:1458:268